# ژان بلنیوک
ژان بلنیوک (به اوکراینی: Жан Беленюк؛ زادهٔ ۲۴ ژانویهٔ ۱۹۹۱) یک کشتی‌گیر اهل اوکراین در دستهٔ میان‌وزن کشتی فرنگی است. او برندهٔ مدال نقره المپیک ۲۰۱۶ ریو، مدال طلای المپیک ۲۰۲۰ توکیو، مدال برنز بازی‌های المپیک ۲۰۲۴ پاریس و قهرمان دو دورهٔ مسابقات قهرمانی کشتی جهان در ۲۰۱۵ و ۲۰۱۹ است. همچنین برندهٔ مدال نقره و طلای بازی‌های اروپایی در ۲۰۱۵ و ۲۰۱۹ و قهرمان سه دورهٔ مسابقات قهرمانی کشتی اروپا است.

## فعالیت حرفه‌ای

### المپیک ۲۰۱۶ ریو
بلنیوک در سال ۲۰۱۶ میلادی در المپیک ریو در وزن ۸۵ کیلو حاضر بود که احمد عثمان از مصر، نیکولای بایریاکوف از بلغارستان و جاوید حمزاتوف از بلاروس را شکست داد و به مرحله فینال رسید. در مرحله نهایی از داویت چاکواتزه روسی شکست خورد و به مدال نقره رسید.

### مسابقات قهرمانی کشتی جهان ۲۰۱۸
بلنیوک در وزن ۸۷ کیلو مسابقات قهرمانی کشتی جهان ۲۰۱۸ بوداپست حاضر بود که پس از غلبه بر ایویداس استانکویچیوس از لتونی، آرتور شاهینیان از ارمنستان، حسین نوری از ایران و اسلام عباس‌اف از آذربایجان به فینال رسید. وی در فینال به متهان بسار از ترکیه باخت و به مدال نقره وزن ۸۷ کیلوگرم رسید.

### مسابقات قهرمانی کشتی جهان ۲۰۱۹
بلنیوک در وزن ۸۷ کیلوگرم کشتی فرنگی مسابقات قهرمانی کشتی جهان ۲۰۱۹ نورسلطان حاضر بود که آلفونسو لیوا از مکزیک، ایوان هوکلک از کرواسی، میکالای استادوب از بلاروس و دنیس کودلا از آلمان را شکست داد و به فینال رسید. وی در فینال ویکتور لورینس از مجارستان را شکست داد و مدال طلا وزن ۸۷ کیلوگرم را بدست آورد.

### المپیک ۲۰۲۰ توکیو
بلنیوک در وزن ۸۷ کیلوگرم کشتی فرنگی المپیک ۲۰۲۰ توکیو حاضر بود که زوراب داتوناشویلی از صربستان، بشیر سید آزارا از الجزایر و ایوان هوکلک از کرواسی را شکست داد و به فینال رسید. وی در فینال ویکتور لورینس از مجارستان را شکست داد و مدال طلا وزن ۸۷ کیلوگرم را بدست آورد.

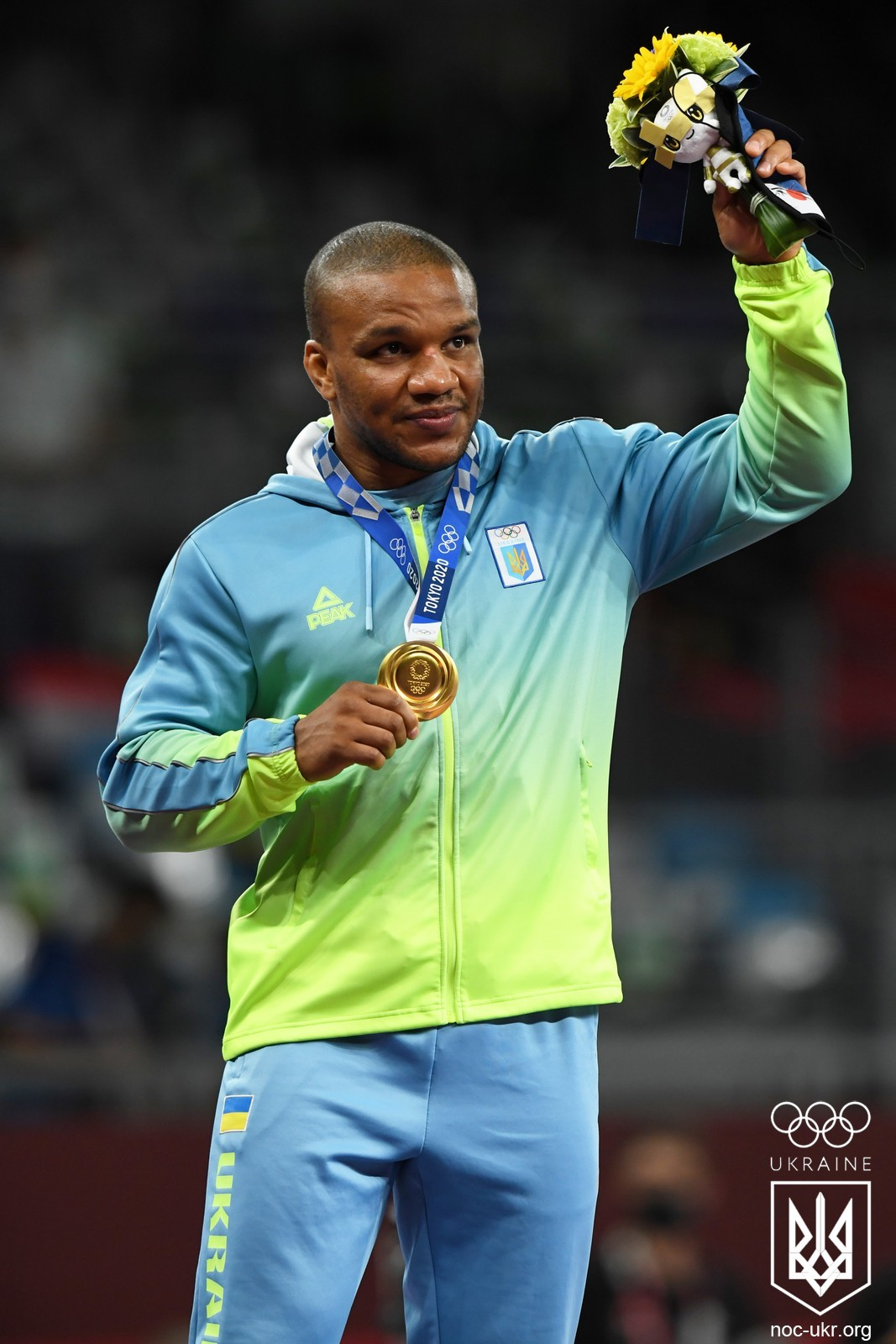
بلنیوک با مدال طلای المپیک ۲۰۲۰ توکیو

### قهرمانی کشتی جهان ۲۰۲۳
بلنیوک در وزن ۸۷ کیلوگرم کشتی فرنگی‌ قهرمانی کشتی جهان ۲۰۲۳ بلگراد شرکت کرد، او در این مسابقات زک بروناگل از آمریکا را مغلوب کرد اما در مسابقه بعد به علی چنگیز از ترکیه باخت و با توجه به حضور این کشتی‌گیر در فینال، به دیدار شانس مجدد رفت. او در مرحله شانس مجدد تونی متسوماکی از فنلاند و جالگاسبای بردی‌مرادف از ازبکستان را شکست داد و به دیدار رده‌بندی رسید. وی در این دیدار نورسلطان تورسینوف از قزاقستان را شکست داد و مدال برنز را بدست آورد.

### المپیک ۲۰۲۴ پاریس
بلنیوک در وزن ۸۷ کیلوگرم کشتی فرنگی المپیک ۲۰۲۴ پاریس حاضر بود که در کشتی های اول و دوم کیان هایتائو از چین و نورسلطان تورسینوف از قزاقستان را شکست داد اما در نیمه نهایی به علیرضا مهمدی از ایران باخت و به دیدار رده‌بندی رفت. وی در دیدار رده‌بندی آرکادیوسازا کولینیج از لهستان را شکست داد و مدال برنز را بدست آورد.